# Summer Pockets
Summer Pockets là visual novel Nhật Bản được phát triển bởi Key, một nhãn hiệu thuộc Visual Art's. Trò chơi phát hành vào ngày 29 tháng 6 năm 2018 cho nền tảng Windows và phù hợp với mọi lứa tuổi. Phiên bản mở rộng với tựa đề Summer Pockets Reflection Blue phát hành tại Nhật Bản vào ngày 29 tháng 6 năm 2020. Cả game gốc và Reflection Blue đều được port sang nền tảng iOS, Android và Nintendo Switch. Ngày 21 tháng 7 năm 2022, phiên bản Reflection Blue được port sang hệ máy PlayStation 4. Phiên bản tiếng Anh của game gốc cho nền tảng Windows được Visual Art's phát hành vào năm 2020. Câu chuyện của Summer Pockets lấy bối cảnh ở đảo Torishirojima thuộc Biển nội địa Seto với nhân vật chính là Takahara Hairi, một học sinh cao trung vì vài sự cố đã xảy ra ở thành phố nên đã lấy lý do phụ giúp dì mình dọn dẹp di sản của người bà quá cố để chạy trốn đến hòn đảo này. Tại đây, anh đã kết thân với những người dân địa phương và nhân vật nữ chính đóng vai trò quan trọng trong câu chuyện.
Lối chơi của Summer Pockets là tương tác với cốt truyện để đi đến nhiều kết thúc khác nhau, tập trung vào việc định hướng nhân vật chính tiếp cận với 4 nhân vật nữ chính; ở phiên bản Reflection Blue mở rộng thành 7 nhân vật nữ chính. Người lên ý tưởng cho trò chơi là Maeda Jun, nhưng ông không tham gia viết kịch bản vì chủ đề giống với Air quá và ông cũng từng là người viết kịch bản chính cho Air. Mặc dù Air cũng lấy bối cảnh ở vùng nông thôn ven biển vào mùa hè nhưng đội ngũ sản xuất muốn Summer Pockets phải tạo ra cảm giác gì đó khác biệt. Nỗi hoài niệm và tình mẫu tử là chủ đề nổi bật lên của tác phẩm.
Summer Pockets ra mắt tại vị trí số 1 trên bảng xếp hạng doanh thu game của Getchu.com. Bản chuyển thể anime của trò chơi đã được công bố và hiện đang được sản xuất.

## Lối chơi
Summer Pocket là visual novel lãng mạn mà người chơi sẽ nhập vai nhân vật chính là Takahara Hairi. Lối chơi của visual novel chủ yếu xoay quanh việc đọc lời dẫn chuyện của nhân vật chính và hội thoại. Văn bản của trò chơi đi kèm với sprite nhân vật, đại diện cho người mà Hairi nói chuyện, bao quanh là cảnh nền. Xuyên suốt trò chơi, người chơi sẽ bắt gặp tranh vẽ CG tại một thời điểm nào đó trong câu chuyện, thay thế cho sprite nhân vật và cảnh nền. Khi người chơi hoàn thành trò chơi ít nhất 1 lần, người chơi có thể truy cập vào thư viện CG và phát nhạc nền từ màn hình tiêu đề trò chơi. Lối chơi của Summer Pockets là tương tác với cốt truyện để đi đến nhiều kết thúc khác nhau, tùy vào lựa chọn của người chơi mà cốt truyện có thể đi theo chiều hướng nào đó.
Trò chơi có tổng cộng 6 mạch truyện (route) chính, tăng lên thành 10 trong bản Reflection Blue. Sau khi người chơi hoàn thành 4 mạch truyện nữ chính (7 trong Reflection Blue), 2 mạch truyện cuối cùng là "Alka" và "Pocket" sẽ xuất hiện. Mỗi khi hoàn thành 1 mạch truyện nữ chính, nữ chính của mạch truyện đó sẽ biến mất trên màn hình tiêu đề để người chơi có thể biết là họ đã hoàn thành mạch truyện nào. Khi người chơi hoàn thành tất cả mạch truyện nữ chính, màn hình tiêu đề sẽ là cảnh nền bãi cỏ xanh không có một ai. Khi mà người chơi có thể chọn mạch truyện "Alka", họ không thể chọn chơi lại từ đầu kể từ lúc đó. Sau khi hoàn thành "Alka", màn hình sẽ chuyển thành một ảo cảnh nước mênh mông, âm thanh là sóng vỗ thay vì là nhạc nền. Kể từ lúc đó, người chơi có thể bắt đầu mạch truyện "Pocket, tương tự như "Alka", người chơi không thể chơi lại từ đầu. Sau khi hoàn thành "Pocket", màn hình tiêu đề sẽ trở lại như lúc bắt đầu trò chơi, người chơi có thể  chọn "Alka" hoặc "Pocket" hoặc chơi lại từ đầu bất cứ lúc nào. Mạch truyện Umi trong Reflection Blue có chút đặc biệt, sau khi hoàn thành 4 mạch truyện nữ chính đầu tiên, Umi sẽ biến mất khỏi màn hình tiêu đề và người chơi không thể vào được mạch truyện Umi cho tới khi hoàn thành "Pocket". Vì sự đặc biệt này mà mạch truyện Umi không ảnh hưởng gì đến việc mở khóa mạch truyện "Alka" và "Pocket".
Summer Pockets có 2 minigame. Minigame đầu tiên là bóng bàn kiểu quick time event, người chơi sẽ nhấp chuột vào một trong các biểu tượng hình tròn hiển thị trên màn hình tại thời điểm bóng bay vào chúng. Nhiều đòn đánh chính xác vào bất kỳ biểu tượng nào sẽ làm đầy thanh cường độ ở bên góc trái màn hình và làm tăng số lượng biểu tượng từ 3 lên 5, những biểu tượng đó sẽ liên tục thay đổi vị trí; đồng thời còn làm thay đổi màu của chúng, từ xanh lam dần dần thành vàng, đỏ, tím và cuối cùng là biểu tượng "super shot" nhiều màu. Độ chính xác của các cú nhấp chuột được cho điểm từ tốt, đến tuyệt vời và xuất sắc. Trận đấu được duy trì cho đến khi thanh cường độ cạn kiệt, kết quả là người chơi thua, hoặc cho đến khi người chơi đạt đủ điểm để đánh bại đối thủ. Trong Reflection Blue, minigame bóng bàn còn có các trận đấu đôi với lối chơi cơ bản tương tự.
Minigame thứ 2 là trò chơi thu phục sinh vật và chiến đấu có tên là Shimamon. Có tổng cộng 100 loại Shimamon khác nhau để bắt ở 10 địa điểm riêng biệt xung quanh hòn đảo với 20 loại mồi. Có thể sử dụng bất kỳ loại mồi nào ở bất kỳ địa điểm nào, nhưng chỉ có 1 đến 4 loại Shimamon thu phục được cho mỗi mồi, địa điểm. Tỷ lệ bắt gặp của mỗi Shimamon cũng phụ thuộc vào mồi được sử dụng ở 1 địa điểm nhất định. Ví dụ: sử dụng Nước đường ở Núi dẫn đến tỷ lệ bắt gặp Bướm Bắp cải là 25%, nhưng nếu sử dụng cũng là loại mồi như vậy ở Biển thì tỉ lệ bắt gặp Bướm Bắp cải là 30%. Tỷ lệ bắt gặp 1 Shimamon dao động từ 5–100%. Người chơi bắt đầu với 3 loại mồi và 3 địa điểm để đặt chúng. Lúc đầu, người chơi có thể đặt 2 bẫy với mồi mỗi ngày, nhưng có thể tăng lên đến 5 bẫy mỗi ngày tùy thuộc vào thứ hạng trên bảng xếp hạng Shimamon Fighter của người chơi.
Người chơi có thể sử dụng Shimamon của họ để chiến đấu với đối thủ tối đa 2 lần mỗi ngày, số lượng Shimamon có thể sử dụng cho 1 trận đấu là 3. Mỗi Shimamon đều có xếp hạng từ 1–5 sao và 1 trong 3 hệ – Nước, Gió hoặc Đất – trong đó Nước khắc Gió, Gió khắc Đất và Đất khắc Nước. Người chơi tùy chỉnh kho Shimamon có sẵn của họ và chọn những Shimamon để chiến đấu với và theo thứ tự, nhưng phần còn lại của trận chiến diễn ra tự động. Mục tiêu của Shimamon Fighter là leo hạng vượt qua 36 đối thủ và đánh bại trùm cuối, mỗi lần đánh bại đối thủ là đạt được thứ hạng của họ. Điều này tiếp tục cho đến khi người chơi đạt được hạng 8, và từ đó trở đi, người chơi chỉ có thể leo được 1 hạng mỗi 1 trận thắng bất kể đối thủ hạng mấy. Sau khi đánh bại tất cả đối thủ xếp hạng từ 7 đến 2, người chơi có thể chiến đấu với đối thủ hạng 1, đánh bại hạng 1 xong có thể đấu với trùm cuối. Các sự kiện bất ngờ có thể xảy ra trong trận chiến dựa trên mối quan hệ trong cốt truyện của Shimamon với một đối thủ nhất định.

## Khái yếu
Summer Pockets lấy bối cảnh trên một hòn đảo biệt lập, thôn dã và yên bình trên Biển nội địa Seto tên là Torishirojima, có dân số khoảng 2.000 người. Nhân vật chính là Takahara Hairi, người thiếu niên không phải là dân bản xứ của đảo. Hairi lớn lên ở thành thị nhưng vì một vài sự cố xảy ra, anh phải lấy lý do bà mất để đến hòn đảo nhằm giúp dì mình giải quyết di sản của bà. Tại đó, anh dần thân thiết với 4 cô gái (7 trong bản Reflection Blue) là tâm điểm của câu chuyện.

## Nhân vật

### Chính
Takahara Hairi (鷹原 羽依里)
Lồng tiếng bởi: Chiba Shōya trong Reflection Blue
Ở trường cao trung, Hairi từng là vận động viên xuất chúng của câu lạc bộ bơi lội, nhưng vì một số chuyện xảy ra nên anh không thể bơi được nữa. Điều này khiến anh hành xử tồi tệ và mất đi vị trí của mình ở câu lạc bộ. Mùa hè đến, dì anh gửi anh 1 lá thư nhờ anh giúp dọn dẹp di sản của người bà quá cố, và anh lấy lý do này để đến đảo Torishirojima.
Naruse Shiroha (鳴瀬 しろは)
Lồng tiếng bởi: Kohara Konomi
Cô gái bí ẩn không mở lòng với bất kỳ ai ngoại trừ ông mình, người thân duy nhất của cô. Cô rất rụt rè và tự cô lập mình với người dân trên đảo. Dù vậy, cô vẫn có thể thấu hiểu và biết sở thích của những người bạn đồng trang lứa. Cô thật sự tốt bụng nhưng vì đã cô độc quá lâu nên không biết làm sao để trở nên thân thiết với người khác. 
Sorakado Ao (空門 蒼)
Lồng tiếng bởi: Takamori Natsumi 
Cô là vu nữ của gia tộc Sorakado chuyên phụ trách việc thực hiện nghi lễ trên núi, và cô làm việc này với thái độ nghiêm túc và tận tâm. Trong cuộc sống hằng ngày, cô là người thân thiện, hòa nhã với tất cả mọi người, đặc biệt là những đứa trẻ ở cửa hàng kẹo nơi cô làm thêm thường gọi cô là "sư phụ". Tuy có vẻ không nhận ra hoặc làm bộ không nhận ra nhưng cô là 1 dâm nữ ngầm. Cô thường xấu hổ mỗi khi nghĩ bậy và hay bị mọi người xung quanh trêu chọc vì điều này. Cô cũng bị cho là hơi dễ dãi vì khi ai đó nhờ cô làm điều gì, cô khó lòng từ chối, và cũng không quá nổi giận khi Hairi vô tình gây rắc rối cho cô. Cô thường đồng hành cùng với Inari, một con thú cưng giống cáo hiểu được tiếng người. Cô có tật là ngủ gục ở bất cứ nơi nào mà cô có thể.
Kushima Kamome (久島 鴎)
Lồng tiếng bởi: Mineuchi Tomomi
Cô gái mà Hairi gặp trên đảo, nói là đến Torishirojima để du lịch và chỉ lưu lại đó cho đến khi hết hè. Cô luôn mang theo 1 chiếc vali lớn, và không tiết lộ bên trong có gì. Mỗi khi cô gặp Hairi, cô thường ngồi lên vali và nhờ anh đẩy nó đi. Mặc dù có vẻ bề ngoài là tiểu thư thanh lịch nhưng cô thật sự rất năng động và thích phiêu lưu, mạo hiểm. Khi Hairi trở nên thân thiết với cô, cô tiết lộ rằng cô đến đảo để tìm kho báu mà cô giấu ở đó khi còn bé.
Tsumugi Wenders (紬 ヴェンダース Tsumugi Vendāsu)
Lồng tiếng bởi: Iwai Emiri
Cô gái đến hòn đảo với mục đích mơ hồ là tìm kiếm việc gì đó mà cô muốn làm. Cô là người Nhật lai Đức và thường ngân nga những khúc ca độc đáo xưa cũ. Cô có sở thích kỳ lạ là nhặt vỏ lon trên bãi biển. Cô thường không ngần ngại thể hiện cảm xúc của bản thân và hay xuất hiện ở ngọn hải đăng trên đảo Torishirojima. Cô thích những thứ cũ kỹ và tuân theo những quy tắc có vẻ không còn phù hợp với thời hiện đại. Dù vậy, cô vẫn mềm mỏng và không ép người khác phải sống quy tắc như cô. Cô thường mặc đồng phục kèm theo áo len ngoài ngay cả khi đang là mùa hè. "Mugyu" là câu cửa miệng của cô. Cô hiếm khi xuất hiện ở trường hay trên đảo đến mức người dân ở đó tin rằng cô là nhân vật trong truyền thuyết đô thị.
Nomura Miki (野村 美希)
Lồng tiếng bởi: Ichimiya Saku
Cô gái sống một mình trên đảo. Cô là thành viên Ban chấp hành an ninh của Hội Thiếu niên Torishirojima. Cô luôn mặc đồng phục vì là người chấp hành quy tắc. Cô bảo vệ an ninh của đảo bằng một khẩu súng thủy lực tự chế đặt tên là "Hydro Gladiator Kai". Cô thường túc trực trên tháp loa phát thanh của đảo để giữ gìn trật tự trị an. Cô có biệt hiệu là "Nomiki", cách gọi tắt của tên đầy đủ do Ao và những thành viên khác trong Hội đặt ra. Cô đeo 1 cái kẹp tóc hình con cá sấu và khẩu súng "Hydro Gladiator Kai" cũng có thiết kế kiểu như vậy. 
Mizuori Shizuku (水織 静久)
Lồng tiếng bởi: Koyama Sahomi
Cô là chủ tịch hội học sinh của 1 ngôi trường trên đất liền. Cô thường từ đất liền đến đảo bằng thuyền để gặp người bạn thân Tsumugi. Mặc dù cô dễ xấu hổ khi bàn về chủ đề nhạy cảm nhưng cô lại có niềm yêu thích kỳ lạ với vú và không ngần ngại tự xưng mình là "vếu". Cô cực kỳ ghét côn trùng. Khi lần đầu gặp Hairi, cô tự xưng mình là "Quả vếu nuốt trọn trăng tròn".
Katō Umi (加藤 うみ)
Lồng tiếng bởi: Tanaka Aimi
Giống như Hairi, Umi là thành viên của gia tộc Katō, điều này đồng nghĩa với việc cô là em họ xa của Hairi. Cô là người có tính cách mạnh mẽ và thường bày tỏ sự quan tâm đến Hairi. Cô sống ở thành phố và tự một mình đến đảo Torishirojima vào mùa hè vì cô muốn ghé thăm nó. Cô đặc biệt giỏi nấu cơm chiên và có vẻ như chỉ thích nấu mỗi món đó vào mỗi sáng bằng nguyên liệu xin được từ những người dân địa phương làm việc ở cảng. Tên kanji của cô là "羽未" nhưng lúc nào cũng được viết bằng hiragana là "うみ" (phát âm này dễ bị nhầm lẫn với từ kanji khác là "海", nghĩa là "biển cả") trong visual novel. Cô cũng chưa bao giờ được gọi bằng tên họ "Katō" trong suốt tác phẩm. 
Kamiyama Shiki (神山 識)
Lồng tiếng bởi: Fairouz Ai
Cô gái với tính cách kỳ quặc, mặc bộ đồ kimono, tự xưng mình là "oni". Cô đến Torishirojima để tìm kiếm truyền thuyết địa phương về 1 con quỷ sống trên đảo. Mặc dù cô nói rằng cô mới đến đảo này lần đầu nhưng cô lại đến được những nơi mà thậm chí dân địa phương còn không biết. Cô có nhiều kinh nghiệm sinh tồn trong tự nhiên, nhưng lại thường xuất hiện trước mặt Hairi trong tình trạng đói và ngất xỉu. Cô có thể chạy 50m chỉ trong 6 giây. Cô cực kỳ thích món cơm nắm omusubi, đến mức nghĩ rằng nó khác hoàn toàn với onigiri.
Nanami (七海)
Lồng tiếng bởi: Hanazawa Kana
Nhân vật chính của mạch truyện "Pocket". Cô xuất hiện trên đảo trong tình trạng mất trí nhớ, vào thời điểm mà bố mẹ Shiroha mất cách đó không lâu. Cô thậm chí không nhớ được tên thật của mình và có vẻ bề ngoài bình thường, không quá nổi bật. Cô dễ bị say sóng và không thể lên thuyền được, nên đành phải sống ở nhà Naruse một thời gian vì cô không thể rời đảo. Cô được mọi người xung quanh gọi là Nanami (Thất Hải) vì đó là ý tưởng mà cô nghĩ đến khi đặt tên tạm thời cho mình: "Tôi đã giương buồm quanh bảy đại dương". Những lời độc thoại của một giọng nói bí ẩn xuyên suốt visual novel là của Nanami.

### Phụ
Sorakado Ai (空門 藍)
Lồng tiếng bởi: Takamori Natsumi
Chị gái sinh đôi của Ao. Khi cô còn bé, cô bị rơi xuống vực khi cố tìm kiếm Ao đi lạc trong núi vào ban đêm. Sau tai nạn này, cô phải sống thực vật trong bệnh viện trên đảo nhiều năm. Dù vậy, khi cô tỉnh lại, cô vẫn có kiến thức và khả năng giao tiếp như người bình thường do Ao hằng ngày đến thăm viện tâm sự, truyền thụ kiến thức cho cô. Cô rất yêu quý em gái mình và là nỗi khiếp sợ của Tenzen và Ryōichi.
Mitani Ryōichi (三谷 良一)
Lồng tiếng bởi: Kumagai Kentarō
Một người dân địa phương. Anh có sở thích cởi trần đi ngoài đường, vì chuyện này mà anh hay bị Miki bắn vì vi phạm nội quy của đảo. Mặt khác, da của anh nhạy cảm khiến anh dễ bị tổn thương với chlor. Anh từng không phải là người năng động như hiện tại nhưng có một chuyện gì đó khiến anh trở nên như vậy. Anh là người xây dựng "căn cứ bí mật" của đảo bằng cách tu sửa lại kho vật liệu ở trên núi. Anh là con của ngư dân nên mặc dù không có bằng lái thuyền, anh vẫn có thể lái tốt. Anh còn có em gái nhưng không rõ tên thật là gì.
Kanō Tenzen (加納 天善)
Lồng tiếng bởi: Kamada Yōhei
Một người dân địa phương. Anh là người cuồng bóng bàn và nói bất cứ chuyện gì cũng có thể liên tưởng đến bóng bàn. Anh thường tập bóng bàn ở "căn cứ bí mật" mà anh xây dựng cùng Ryōichi. Dù vậy, trình độ bóng bàn của anh khó có thể đánh giá khi mà anh có thể đấu thua lính mới. Anh là con của thợ sửa chữa và có thể tự mình sửa chữa đồ bị hỏng. Anh thầm thích Shizuru và cố giữ kín không cho mọi người biết, dù vậy họ (trừ Shizuru) vẫn biết vì khi anh gặp Shizuru, anh biểu lộ quá rõ ràng.
Misaki Kyōko (岬 鏡子)
Lồng tiếng bởi: Takamoto Megumi
Dì của Hairi. Cô mời Hairi đến đảo để phụ giúp việc dọn dẹp di sản của bà. Cô thích sưu tầm đồ cổ và rất chăm chỉ làm công việc dọn dẹp. Cô có thể dịch tài liệu cổ. Cô là bạn của mẹ Shiroha và là hậu bối của mẹ Shizuru thời còn là học sinh. Cô nấu ăn rất tệ và cho rằng do bị dính lời nguyền của tộc Katō nên không thể nấu ăn ngon được. Họ thời con gái của cô là Katō, mặc dù chưa từng kết hôn nhưng cô lại đổi họ theo họ mẹ khi trưởng thành.
Naruse Kobato (成瀬 小鳩)
Lồng tiếng bởi: Shiraishi Minoru
Ông của Shiroha. Mặc dù ông đã già nhưng lại có ngoại hình không ăn nhập gì với tuổi tác, nhìn rất đô như dân tập thể hình. Ông cực kỳ nghiêm khắc và mặc dù khá vụng về, ông vẫn dành sự quan tâm đặc biệt đến Shiroha và lo cho cô mỗi khi cô đơn độc. Ông có biệt danh là "Genbu" (Huyền Vũ) trong nhóm "Tứ Thánh Thú" của đảo.
Kushima Sagi (久島 鷺)
Lồng tiếng bởi: Kowana Wakana
Mẹ của Kamome. Cô sở hữu 1 biệt thự trên đảo nhỏ nằm ngoài ngoại ô của đảo Torishirojima, nơi cô từng sống ở đó cùng với Kamome và chồng cô.
Inari (イナリ)
Lồng tiếng bởi: Suzuki Konomi
Sinh vật bí ẩn nhìn như con cáo màu xanh. Nó là cộng sự của Ao. Ngoài việc phát ra tiếng kêu "pon" đặc trưng, nó còn có thể hiểu được ngôn ngữ con người.

## Phát triển
Trước khi bắt đầu sản xuất Summer Pockets, Key đang trong quá trình phát triển Angel Beats! 1st Beat (2015) và Harmonia (2016). Vào thời điểm đầu năm 2015, biên kịch Tonokawa Yūto đang chỉ đạo 1 dự án mới cho visual novel khác, nhưng dự án này đã bị hoãn lại để tập trung cho Angel Beats! và Harmonia. Tonokawa sau đó thôi việc ở Key trước khi Angel Beats! 1st Beat  phát hành vào tháng 6 năm 2015, và dự án mà ông chỉ đạo theo đó bị bỏ dở. Sau đó, Kai được chọn để chỉ đạo 1 dự án mới, mà sau này trở thành Summer Pockets. Một cuộc thi nội bộ giữa các nhân viên Visual Arts được tiến hành để gửi bất kỳ ý tưởng nào cho dự án mới miễn là nó xoay quanh một cuộc sống đời thường, thú vị và là một câu chuyện cảm động, nhưng mặt khác không bị bó buộc vào những ý tưởng từ những tác phẩm trước đó của Key.
Khi cuộc thảo luận về tác phẩm mới của Key bắt đầu, Maeda Jun đã nói chuyện với Baba Takahiro, chủ tịch Visual Arts, và Maeda kiên quyết rằng dự án mới cần phải khiến độc giả xúc động. Maeda tiếp tục nói rằng nếu tác phẩm tiếp theo của họ không thể đạt được điều đó thì nó có nghĩa là dấu chấm hết cho Key. Trong số những ý tưởng, có 1 ý tưởng do nhà biên kịch Niijima Yū đưa ra được Kai mô tả là giống như Ghost in the Shell. Mặc dù có rất nhiều ý tưởng được gửi đến, nhưng có cảm giác rằng tất cả chúng đều thiếu cái gì đó so với tác phẩm mà Key sản xuất. Maeda thừa nhận rằng mặc dù những ý tưởng được gửi đến thú vị, nhưng không có một ý tưởng nào trong số chúng có thể khiến độc giả rơi nước mắt. Ban đầu, Maeda không định tự mình đưa ra một ý tưởng, ông chỉ đưa ra một ý tưởng làm ví dụ, nhưng ông đã rất ngạc nhiên khi ý tưởng của mình ngay lập tức được chấp thuận làm nền tảng cho những gì sẽ trở thành Summer Pockets. Maeda quyết định không viết kịch bản cho Summer Pockets do chủ đề của nó có nhiều điểm tương đồng với visual novel Air (2000) do ông viết chính.
Kai bắt đầu mở rộng khái niệm với Maeda trong các cuộc họp của đội ngũ sản xuất, nhưng Maeda về sau phải nhập viện, dẫn đến việc Kai yêu cầu tuyển thêm nhiều nhà văn hơn nữa cho dự án. Niijima trước đây từng làm việc cho các dự án visual novel của Saga Planets, một thương hiệu khác thuộc Visual Arts, nhưng ông đã thôi việc ở Saga Planets từ năm 2012. Baba nhiều lần đề nghị rằng họ nên tuyển Niijima vào dự án này, dẫn đến việc ông được mời làm nhà biên kịch. Một nhà biên kịch khác, Hasama, cũng được tuyển vào sau những đóng góp của ông trong việc viết kịch bản cho những bản port của Kud Wafter (2010), visual novel của Key. Kai viết kịch bản cho mạch truyện của Ao, Niijima viết cả mạch truyện của Shiroha và Kamome, và Hasama viết mạch truyện của Tsumugi.
Mặc dù trò chơi lấy bối cảnh ở một hòn đảo giả tưởng, nhưng nó có một số địa điểm dựa trên những địa điểm có thật; đội ngũ phát triển đã đến Naoshima, Megijima và Ogijima để lấy cảm hứng xây dựng bối cảnh này. Việc sử dụng hoài niệm làm chủ đề rất quan trọng đối với Kai, ông đã ví ý tưởng của Maeda giống như loạt trò chơi điện tử Boku no Natsuyasumi. Để tránh việc Summer Pockets bị trùng với Air, cũng lấy bối cảnh ở vùng nông thôn bên bờ biển vào mùa hè, Kai lưu ý rằng Summer Pockets sẽ mang lại cảm giác hoàn toàn khác do mối quan hệ của các nữ chính với nhau cũng như sự xuất hiện của các nhân vật nam quyến rũ trong trò chơi, tương tự như Little Busters! (2007) và Angel Beats! (2010). Tuy nhiên, Maeda chỉ ra rằng chủ đề tình mẫu tử trong Air đã được đưa vào Summer Pockets.
Na-Ga là nghệ sĩ chính và là nhà thiết kế nhân vật cho Summer Pockets, và 3 nghệ sĩ khác sau đó đã được tuyển vào để thiết kế nhân vật bổ sung: Nagayama Yūnon, Izumi Tsubasu và Fumuyun. Nagayama trước đây từng làm thiết kế nhân vật cho Angel Beats! 1st Beat, và bà được đề nghị gia nhập đội ngũ sản xuất Summer Pockets do phong cách nghệ thuật của bà rất tương thích với lối vẽ minh họa của Na-Ga. Kai được Sakurai Harumi (diễn viên lồng tiếng cho Nakamura Yuri của Angel Beats!) giới thiệu cho Izumi, và ông đã muốn làm việc với Izumi cho dự án một thời gian. Fumuyun tham gia vào đội ngũ sản xuất để thiết kế cho hai nhân vật phụ. Phiên bản chibi của nhân vật do Engiyoshi thiết kế. Soundtrack của game được soạn bởi các nhà soạn nhạc chủ chốt của Key như Maeda và Orito Shinji, đồng thời còn có sự tham gia của Donmaru, Takeshita Tomohiro và Mizutsuki Ryō.

### Tiếp thị và phát hành
Một chương trình radio trên Internet dài 9 tập có tên Samapoke Kikikomi Radio (サマポケききこみラジオ) với sự tham gia của chủ tịch Visual Arts là Baba Takahiro đã được phát trực tuyến trên YouTube từ ngày 27 tháng 2 đến ngày 26 tháng 3 năm 2018. Trước khi phát hành Summer Pockets, 53 họa sĩ đã vẽ minh họa cho các nhân vật của trò chơi và bình luận trên Twitter từ ngày 1 tháng 3 đến ngày 29 tháng 6 năm 2018 để quảng bá trò chơi. Tập sách giới thiệu nhỏ với đầy đủ màu sắc có tựa là Summer Pockets Walker đã được phân phối miễn phí tại các cửa hàng anime và game trên khắp Nhật Bản bắt đầu từ ngày 30 tháng 3 năm 2018. Để quảng bá cho Summer Pockets, J.I.O Create đã lấy một chiếc Honda Stream RSZ 2007 và biến nó thành itasha (một chiếc xe có hình ảnh minh họa các nhân vật theo phong cách anime) với hình ảnh của các nhân vật nữ trong trò chơi. Chiếc xe đã được lái và giới thiệu trên khắp Nhật Bản từ ngày 3 tháng 5 đến ngày 8 tháng 6 năm 2018. Chiếc xe được đưa vào trang Yahoo! Auctions Nhật Bản vào 26 tháng 7 năm 2018 và được bán với giá 1,411,000 yên. Họa sĩ minh họa Engiyoshi đã vẽ tuyển tập 17 bức tranh nhỏ thể hiện nhân vật trong Summer Pockets được gọi là Samapoke Gekijō (サマボケ劇場) từ ngày 14 tháng 5 đến ngày 5 tháng 7 năm 2018. Một series 12 truyện ngắn đã được phát hành trên trang web của trò chơi trong khoảng thời gian từ ngày 31 tháng 10 năm 2018 đến ngày 24 tháng 12 năm 2019, tác giả của bộ truyện là các nhà biên kịch của trò chơi gồm Kai, Hasama và Niijima Yū. Bộ truyện có tựa đề là Natsu no Mabushisa no Naka de (夏の眩しさの中で), mỗi câu chuyện tập trung vào 1 nhân vật và được Fumuyun vẽ minh họa. Bộ truyện sau này được tập hợp thành một cuốn sách dày 144 trang với ba câu chuyện bổ sung và được bán lần đầu như một phần của Visual Arts Winter Fes vào ngày 20 tháng 12 năm 2020.
Key phát hành bản demo miễn phí của Summer Pockets vào ngày 24 tháng 4 năm 2018 trên trang web chính thức của trò chơi. Summer Pockets phát hành dưới dạng phiên bản giới hạn dành cho Windows vào ngày 29 tháng 6 năm 2018. Phiên bản giới hạn đi kèm với 1 cuốn sách hướng dẫn chính thức có tựa đề Torishirojima Kankō Nisshi (鳥白島観光日誌), 1 album remix có tựa đề Swallow Tale, 1 miếng lót ly cao su, 1 tấm vải sợi nhỏ, 1 miếng hình dán phát sáng trong bóng tối, và thẻ khuyến mại từ trò chơi sưu tập thẻ Weiß Schwarz và Lycèe. Hơn 20 cửa hàng ở Akihabara và trực tuyến sẽ cung cấp vật phẩm khuyến mãi đặc biệt nếu phiên bản giới hạn của trò chơi được mua tại cửa hàng của họ. Những vật phẩm này bao gồm thẻ điện thoại, thảm trang trí, miếng lót chuột, áp phích, giá đỡ smartphone và 4 drama CD riêng biệt. 4 drama CD sau đó được phát hành lại cùng với một drama CD bổ sung có tựa đề Summer Pockets Drama CD Collection tại Comiket 95 vào ngày 29 tháng 12 năm 2018.
Summer Pockets được port sang iOS vào ngày 17 tháng 12 năm 2018 và sang Android vào ngày 21 tháng 12 năm 2018. Prototype phát hành phiên bản dành cho Nintendo Switch vào ngày 20 tháng 6 năm 2019. Phiên bản tiếng Anh dành cho Windows được Visual Arts phát hành vào ngày 5 tháng 2 năm 2020.

### Reflection Blue
Phiên bản nâng cấp của trò chơi có tên Summer Pockets Reflection Blue được phát hành cho Windows vào ngày 26 tháng 6 năm 2020. Hai phiên bản riêng biệt đã được phát hành: 1 phiên bản giới hạn và 1 phiên bản đặc biệt đắt tiền hơn kèm theo nhiều nội dung hơn. Cả 2 phiên bản đều tặng kèm 1 cuốn sách hướng dẫn chính thức có tựa đề Torishirojima Kankō Nisshi 2 (鳥白島観光日誌2), các album remix và vật phẩm khuyến mại khác tổng cộng là 7 món. Phiên bản đặc biệt còn tặng kèm 1 cuốn art book, 1 giá đỡ acrylic, 1 con thú nhồi bông nhân vật Inari, 1 chiếc áo thun, 1 chiếc vòng cổ, 1 book jacket và một bộ thẻ bài hologram Summer Pockets. Trước khi phát hành, 23 họa sĩ đã vẽ minh họa cho các nhân vật của trò chơi và bình luận trên Twitter từ ngày 3 tháng 3 đến ngày 2 tháng 7 năm 2020 để quảng bá trò chơi. Ngoài ra còn có năm tập one-shot ngắn do các tác giả riêng biệt vẽ phát hành từ ngày 4 đến ngày 22 tháng 6 năm 2020.
Lúc đầu, Reflection Blue được phát hành dưới dạng fan disc, Key sau đó quyết định phát hành nó như một phiên bản mới của trò chơi với nhiều bổ sung khác nhau, và nó được thực hiện bởi cùng một đội ngũ sản xuất của trò chơi gốc. Reflection Blue bổ sung thêm 4 mạch truyện: mạch truyện cho Nomura Miki và Mizuori Shizuku từ Summer Pockets, mạch truyện cho nữ chính mới Kamiyama Shiki và mạch truyện riêng cho Katō Umi. Kai viết kịch bản cho mạch truyện của Miki, Umi và Shiki, còn Hasama viết kịch bản cho mạch truyện của Shizuku. Ngoài ra còn bổ sung thêm kịch bản mới cho câu chuyện cuộc sống hàng ngày, minigame bóng bàn cũng được nâng cấp. Một cuốn art book dài 224 trang có tựa đề Summer Pockets Visual Fanbook được Visual Arts phát hành vào ngày 24 tháng 5 năm 2019. Cuốn art book bao gồm tóm tắt về các kịch bản của trò chơi, thông tin về dàn nhân vật, các cuộc phỏng vấn từ đội ngũ sản xuất và hình ảnh minh họa theo phong cách nghệ thuật của trò chơi. Ấn bản sửa đổi 352 trang của cuốn art book với nội dung bổ sung từ Reflection Blue có tựa đề Summer Pockets Reflection Blue Visual Fanbook được Visual Arts phát hành vào ngày 25 tháng 2 năm 2022.
Reflection Blue port sang Android vào ngày 20 tháng 8 năm 2020, và sang iOS vào ngày 27 tháng 4 năm 2021. Prototype phát hành phiên bản dành cho Nintendo Switch vào ngày 1 tháng 7 năm 2021, và bản port dành cho PlayStation 4 vào ngày 21 tháng 7 năm 2022.

## Âm nhạc
Summer Pockets có 7 ca khúc chủ đề: 1 bài chủ đề mở đầu, 3 bài chủ đề kết thúc và 3 bài hát được chèn vào phân cảnh nào đó trong trò chơi. Ca khúc chủ đề mở đầu là "Alkatale" (アルカテイル) do Suzuki Konomi hát. Bài hát chủ đề kết thúc chính là "Lasting Moment" do Suzuki hát, ca khúc chủ đề kết thúc cho mạch truyện Alka là "Hane no Yurikago" do Mizutani Runa của nhóm nhạc dōjin NanosizeMir trình bày, và ca khúc chủ đề kết thúc game là "Pocket o Fukuramasete" do Rionos thể hiện. 3 ca khúc chèn vào bao gồm "Tsumugi no Natsuyasumi" (紬の夏休み) do Iwai Emiri hát, "Shiroha no Komoriuta" (しろはの子守歌) do Kohara Konomi hát, và "Yasōka" (夜奏花) do Yurika hát. 6 nhân vật của Summer Pockets có leitmotif nhạc nền – 4 nhân vật nữ chính gốc, cùng với Katō Umi và Sorakado Ai. Nhạc nền của Shiroha là "White Loneliness" và "White with You"; nhạc nền của Ao là "Other side Blue"; nhạc nền của Kamome là "Adventure for Black"; nhạc nền của Tsumugi là "Golden Hours"; nhạc nền của Umi là "Twinkle of Alcor"; cuối cùng, nhạc nền của Ai là "Deep Blue Blue".
Summer Pockets Reflection Blue bổ sung thêm một số bản nhạc chủ đề ngoài những bản nhạc đã có trong Summer Pockets. Ca khúc chủ đề mở đầu là "Asterlore" (アスタロア) do Suzuki trình bày. "Aoki Konata" (青き此方) do Yurika hát được sử dụng làm nhạc chủ đề kết thúc cho mạch truyện của Shiki, và nhạc chủ đề kết thúc game là "Pocket o Fukuramasete (Sea, You Again)" (ポケットをふくらませて 〜Sea, You Again〜) do Rionos trình bày. Có thêm 5 bài hát chèn vào trong một số phân cảnh của trò chơi bao gồm: "Natsu no Sunadokei" (夏の砂時計) do Mizutani hát, "Natsu ni Kimi o Machinagara" (夏に君を待ちながら) do Kohara trình bày được sử dụng cho mạch truyện của Shiroha, "Hiyoku no Chōtachi" (比翼の蝶たち) được hát bởi Takamori Natsumi trong mạch truyện của Ao, và cả "Departure!" và "With" đều do Mineuchi Tomomi hát xuất hiện trong mạch truyện của Kamome. 5 leitmotif nhạc nền được thêm vào cho 4 nhân vật nữ chính bổ sung trong Reflection Blue. Nhạc nền của Umi bao gồm "Piece of Clear" và "Twinkle of Aster"; nhạc nền của Miki là "Splash Green"; nhạc nền của Shizuku là "Tender Purple"; nhạc nền của Shiki là "Run Red Run".
Đĩa đơn của "Alkatale" được phát hành vào tháng 3 năm 2018. Giống như một số tác phẩm trước đây của Key, album nhạc phát hành kèm với phiên bản giới hạn của trò chơi; album phát hành vào tháng 6 năm 2018 với tựa đề Swallow Tale bao gồm các bản remix của 8 soundtrack trong game. Summer Pockets Original Soundtrack được phát hành vào tháng 9 năm 2018. 2 album được phát hành tại Comiket 95 vào tháng 12 năm 2018: 1 album ca khúc nhân vật có tựa đề là Sing! và một album remix mang tên Summer Session: Hito Natsu no Bōken. Tiếp đó là 2 album remix phát hành vào năm 2019: Seven's Sea vào tháng 4 và Echoes of Summer vào tháng 7. Đĩa đơn của "Asterlore" được phát hành vào tháng 4 năm 2020. Tháng 6 năm 2020, album remix có tựa đề Edain được phát hành kèm với phiên bản giới hạn và phiên bản đặc biệt của Reflection Blue, bao gồm các bản remix của 8 soundtrack của trò chơi. Một album remix khác mang tên Summer Chronicle được phát hành vào tháng 8 năm 2020 gồm các soundtrack của Air, Kud Wafter và Summer Pockets. Đĩa đơn "Asterlore / Aoki Konata / Natsu no Sunadokei" được phát hành vào tháng 9 năm 2020 bao gồm nhạc chủ đề của Reflection Blue. Tháng 12 năm 2020 có 2 album được phát hành: 1 album ca khúc nhân vật có tên Sing! 2, và Summer Pockets Reflection Blue Original Soundtrack. Mỗi đĩa đơn và album được phát hành đều thuộc hãng thu âm Key Sounds Label của Key.

## Đón nhận
Summer Pockets ra mắt tại vị trí số 1 trên bảng xếp hạng doanh thu của Getchu.com, một nhà phân phối lớn các sản phẩm visual novel và anime tại Nhật Bản, và ở vị trí thứ 4 vào tháng 7. Sau đó, nó xếp ở vị trí thứ 3 trên bảng xếp hạng doanh thu cả năm 2018 của Getchu.com. Đây cũng là trò chơi máy tính bán chạy nhất trên Amazon Nhật Bản trong 12 tuần liên tiếp (không bao gồm thời điểm bán hết). Summer Pockets Reflection Blue chiếm 2 vị trí đầu trên bảng xếp hạng doanh thu của Getchu.com trong tháng phát hành phiên bản giới hạn và phiên bản đặc biệt, và phiên bản giới hạn tiếp tục xếp ở vị trí thứ 13 trong tháng 7. Sau đó chúng xếp hạng 2 và 19 trong bảng xếp hạng doanh thu cả năm 2020 (tùy thuộc vào phiên bản). Reflection Blue chiếm 2 vị trí đầu trên bảng xếp hạng các trò chơi máy tính bán chạy ở Nhật Bản trong tuần từ ngày 22 đến 28 tháng 6 năm 2020. Reflection Blue tiếp tục xếp ở vị trí 3, 6 và 7 trên bảng xếp hạng các trò chơi máy tính bán chạy ở Nhật Bản trong cả năm 2020 (tùy thuộc vào phiên bản).
Tại Giải thưởng Bishōjo Game 2018 do Getchu.com tài trợ, Summer Pockets xếp vị trí thứ nhất ở các hạng mục tổng thể, kịch bản, âm nhạc và phim demo, cùng với đó là vị trí thứ 2 ở hạng mục đồ họa, thứ 2 và 14 ở hạng mục nhân vật cho Shiroha và Kamome, và thứ 7 ở hệ thống lối chơi. Tại Giải thưởng Bishōjo Game 2020, Reflection Blue xếp vị trí thứ nhất ở hạng mục âm nhạc, cùng với vị trí thứ 2 ở hạng mục phim demo, thứ 4 ở hạng mục kịch bản, thứ 5 ở hạng mục tổng thể và hạng mục nhân vật cho Shiki, và thứ 6 ở hệ thống lối chơi. Tại Giải thưởng Moe Game 2018, Summer Pockets được trao cả Giải thưởng Lớn, Giải thưởng Sự lựa chọn của Người dùng và Giải thưởng Hàng tháng cho tháng 6 năm 2018. Tại Giải thưởng Moe Game 2020, Reflection Blue được trao Giải Bài hát chủ đề hay nhất cho "Asterlore" và Giải thưởng hàng tháng cho tháng 6 năm 2020. Năm 2021, bản port Reflection Blue dành cho Nintendo Switch được tạp chí trò chơi điện tử Nhật Bản Famitsu đánh giá, cho điểm tổng thể là 32/40 (trong số bốn điểm đánh giá cá nhân là 8, 8, 8 và 8).